# دیوید آنجل
دیوید آنجل (انگلیسی: David Angell; ۱۰ آوریل ۱۹۴۶ – ۱۱ سپتامبر ۲۰۰۱) تهیه‌کننده تلویزیونی اهل ایالات متحده آمریکا بود.
وی همچنین برندهٔ جوایزی همچون جوایز امی ساعات پربیننده و جایزه امی ساعات پربیننده برای نویسندگی مجموعه کمدی شده‌است.